# Austurvöllur
Koordinaten: 64° 8′ 49,9″ N, 21° 56′ 23,4″ W

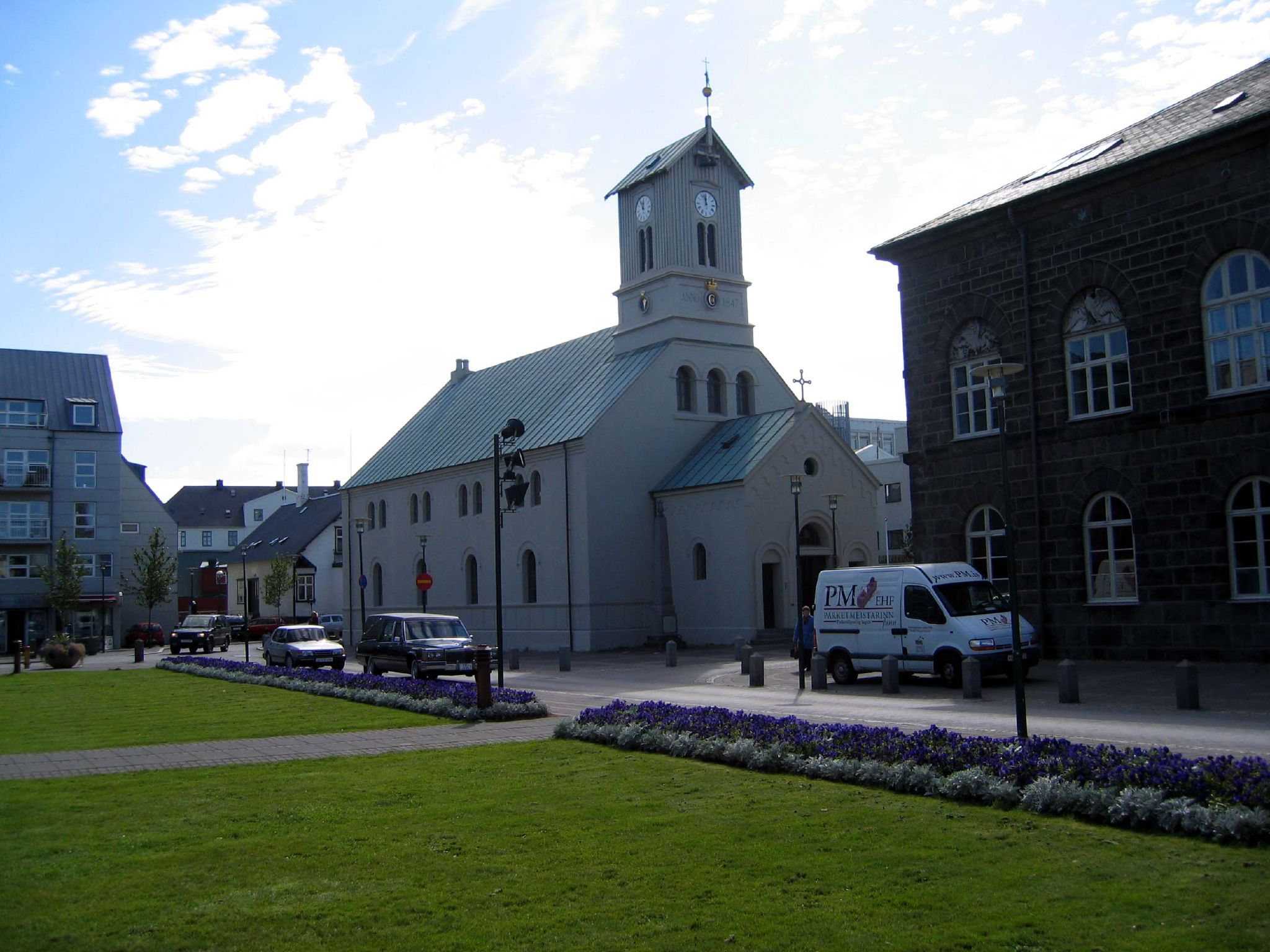
Domkirche und Althing am Austurvöllur.

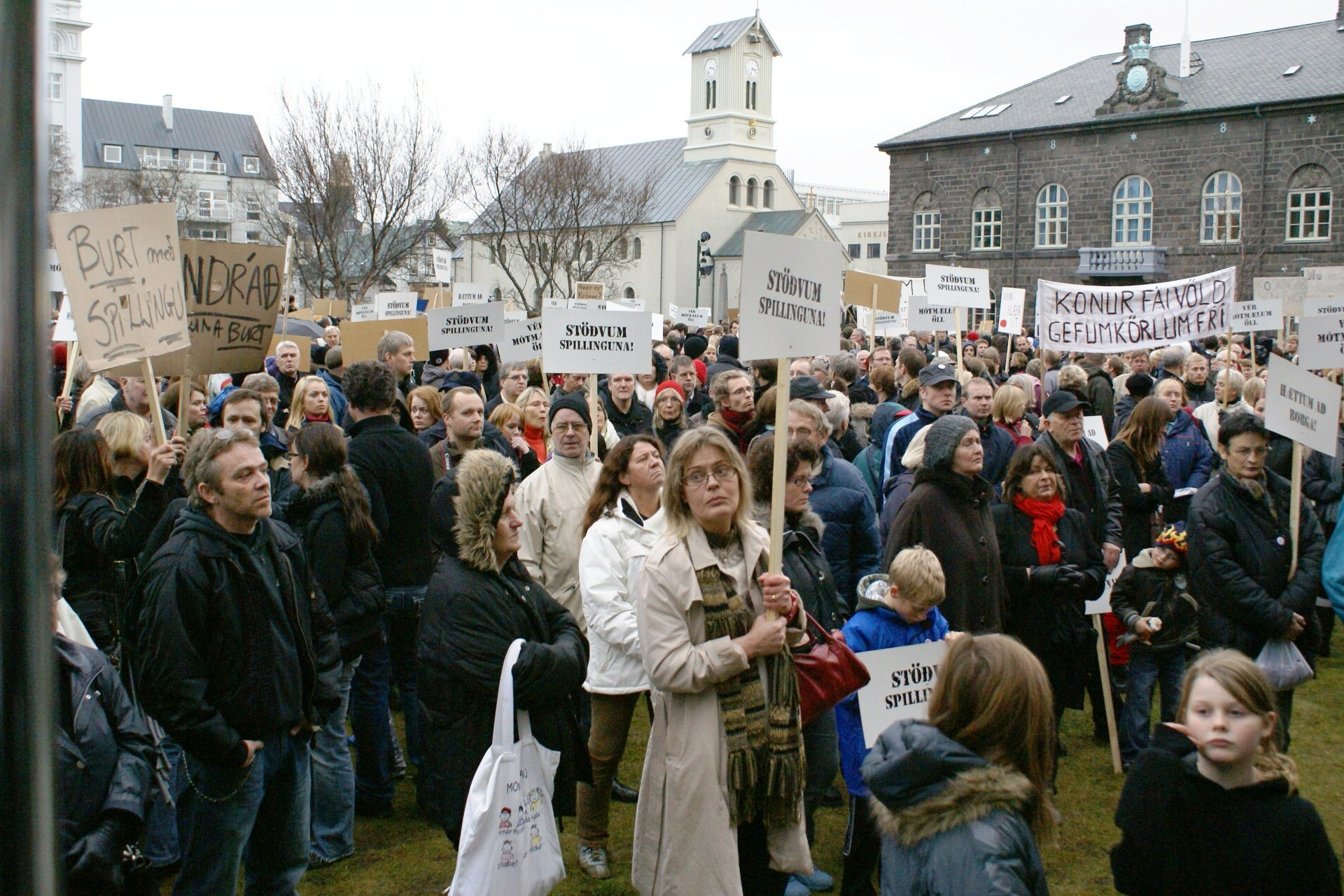
Demonstration auf dem Austurvöllur, 2008.

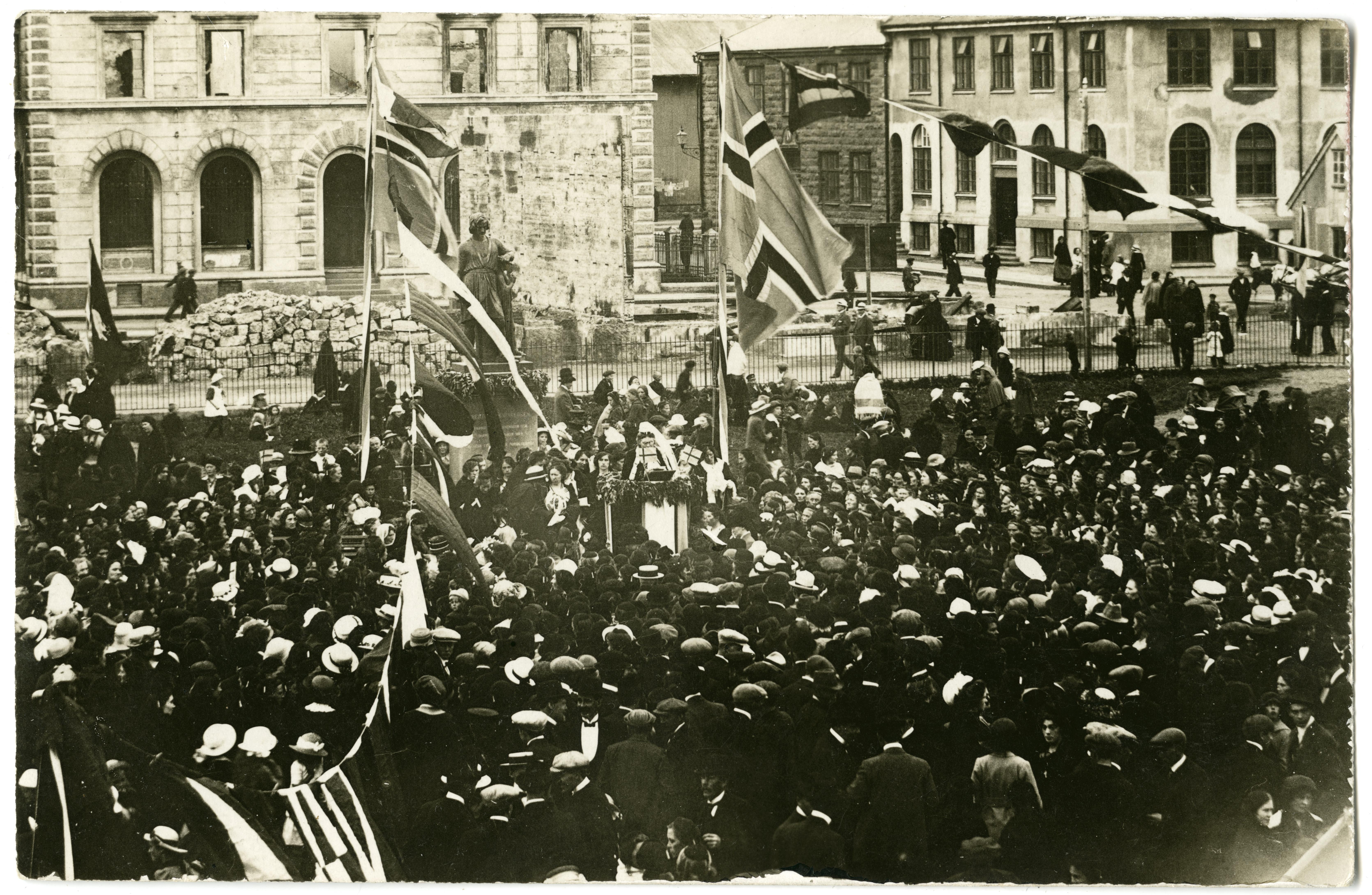
Ansprache der Frauenrechtlerin Bríet Bjarnhéðinsdóttir auf dem Austurvöllur, 1915.

Der Austurvöllur ist ein Platz in der isländischen Hauptstadt Reykjavík. Er ist ein beliebter Versammlungsplatz für die Einwohner Reykjavíks unter anderem aufgrund einer Reihe Cafés, Restaurants und Bars, die sich entlang der Vallarstræti und Pósthússtræti befinden. Darüber hinaus dient er als Platz für Proteste und Demonstrationen, da auch das isländische Parlament hier ansässig ist.
Mitten auf dem Platz steht ein Denkmal für Jón Sigurðsson, der sich um die Selbständigkeit Islands von Dänemark bemüht hatte.
Der Austurvöllur wird von den Straßen Vallarstræti, Pósthússtræti, Kirkjustræti und Thorvaldsensstræti umgeben.
Am Austurvöllur liegt der Dom von Reykjavík und das Alþingishúsið.
Im frühen 18. Jahrhundert war der Platz noch weitaus größer und erstreckte sich von der Aðalstræti im Westen bis zum Bach im Osten sowie von der Aðalstræti im Norden bis zum Tjörn im Süden.